# Tracy Barrell
Tracy Lee Barrell (ur. 1974) – pływaczka paraolimpijska z Australii z potrójną wrodzoną amputacją. Zdobyła dwa złote medale na igrzyskach w Barcelonie w 1992 roku. Jest orędowniczką osób niepełnosprawnych i rdzenną Australijką.

## Życiorys
Barrell urodziła się w 1974 roku w Nowej Południowej Walii (NSW). Od urodzenia nie miała nóg i tylko jedną rękę. Barrell stwierdziła, że lekarze powiedzieli, że jej niepełnosprawność była spowodowana mutacjami genetycznymi wynikającymi z pigułki przeciw porannym mdłościom, którą zażyła jej matka Terri.
Barrell proponowano protezy nóg, ale odmówiła i już w dzieciństwie do poruszania się używała deskorolki. Na studia poszła do St Patrick's College w Sutherland w Sydney.
Wyszła za mąż w lutym 1995 roku za Steve'a i rozwiodła się 3 lata później. Ze swoim kolejnym partnerem, Bradem, ma dwóch synów – Bryce'a (2001) i Oscara (2004). Rozstała się jednak z partnerem, kiedy dzieci były jeszcze małe, i wychowywała je jako samotna matka.

## Kariera sportowa
W 1989 roku, w wieku 14 lat, matka zapisała ją do NSW Amputee Sporting Association i w ten sposób zapoczątkowała jej karierę pływacką. Trenowała ją Mick Maroney, a później Greg Hodge.
Jej pierwszymi poważnymi zawodami były stanowe NSW State Games, które odbyły się w Narrabeen Sports Center. Zdobyła wówczas złoto w czterech konkurencjach pływackich: 50 m stylem dowolnym, klasycznym i grzbietowym oraz 100 m stylem dowolnym. Dodatkowo zdobyła złoto w rzucie oszczepem oraz dyskiem. Za wyjątkowe osiągnięcia otrzymała tytuł najlepszego sportowca tych igrzysk. W owym czasie nie było w Australii pływaczek z podobnymi ubytkami ciała, więc została sklasyfikowana jako pływaczka w grupie S4 i pływała m.in. z osobami z mózgowym porażeniem dziecięcym.
Dzięki matce, która sprzedała swoją farmę, by zdobyć bilety do Hiszpanii, wzięła udział w igrzyskach paraolimpijskich w Barcelonie w 1992 roku. Zdobyła tam dwa złote medale: jeden w sztafecie 4x50 m stylem dowolnym (S1-6), a drugi indywidualnie 50 m stylem motylkowym (S3-4).
W 1993 roku za osiągnięcia sportowe, w tym na Igrzyskach Paraolimpijskich, została odznaczona Medalem Orderu Australii (OAM).
W 1994 wzięła udziała w mistrzostwach świata IPC Swimming World Championships Malta 1994. Brała udział w paru konkurencjach i zdobyła brązowy medal za 50 m stylem motylkowym (S3-4). W tym samym roku zakończyła swoją karierę pływacką ze względu na kontuzję swojej jedynej ręki.
W 2008 roku reprezentowała Australię na turnieju siatkówki na siedząco Shanghai Women's Sitting Volleyball Tournament.

## Rzecznictwo
Odkąd przeszła na sportową emeryturę, jest orędowniczką stwarzania szans dla osób niepełnosprawnych. W latach 2008–2015 była ambasadorką kampanii społecznej Don't DIS my ABILITY, czyli akcji mającej na celu zmianę błędnych przekonań dotyczących niepełnosprawności i zachęcanie do uczestnictwa w karierze, zajęciach rekreacyjnych i życiu społecznym m.in. poprzez dostarczanie pozytywnych wzorców do naśladowania osobom niepełnosprawnym.
W 2011 roku Barrell odmówiono dostępu do wszystkich przejażdżek w Movie World Studios (WB), mimo że podczas poprzednich wizyt miała dostęp do wszystkich przejażdżek. Rzecznik tego parku rozrywki tłumaczył tę sytuację zmianą polityki bezpieczeństwa po wypadku z udziałem osoby niepełnosprawnej w USA. Barrell w wywiadzie wyjaśniała, że polityki bezpieczeństwa nie powinno się zmieniać na podstawie jednego wypadku. Indywidualna ocena sprawności i poziomu bezpieczeństwa jest jej zdaniem bardziej odpowiednia.
W 2013 roku została mianowana przez władze Nowej Południowej Walii ambasadorką programu Living Life My Way.
Barrell ma korzenie aborygeńskie. W 2015 roku była rzeczniczką First Peoples Disability Network. 3 grudnia przemawiała na wydarzeniu dla rdzennych paraolimpijczyków z Australii, które odbyło się w National Center of Indigenous Excellence w Sydney.